# Villaricca
Villaricca é uma comuna italiana da região da Campania, província de Nápoles, com cerca de 26175 habitantes. Estende-se por uma área de 6,85 km², tendo uma densidade populacional de 4363 hab/km². Faz fronteira com Calvizzano, Giugliano in Campania, Marano di Napoli, Mugnano di Napoli, Qualiano, Quarto.

## Demografia
| Variação demográfica do município entre 1861 e 2011                               |
|                                                                                   |
| Fonte: Istituto Nazionale di Statistica (ISTAT) - Elaboração gráfica da Wikipedia |